# Fadia Najib Thabet

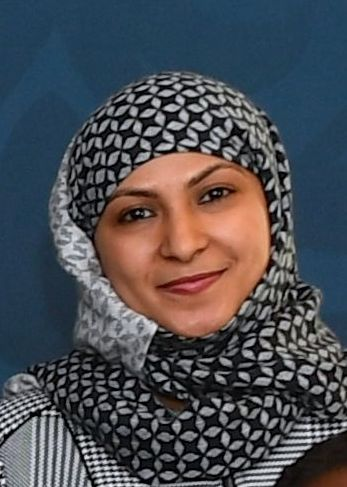
Fadia Najib Thabet (2017)

Fadia Najib Thabet (arabisch فادية نجيب ثابت, DMG Fādiya Naǧīb Ṯābit; * 1985) ist eine jemenitische Beamtin und Menschenrechtsaktivistin. Für ihr Engagement in ihrem Heimatland wurde sie 2017 mit dem “International Women of Courage Award” (IWOC) des Außenministeriums der Vereinigten Staaten ausgezeichnet.

## Leben
Thabet war sechs Jahre lang als Beamtin im Kinderschutz tätig. Im Jahr 2016 erhielt sie ein Hubert H. Humphrey-Stipendium an der School for International Training (SIT) in Brattleboro, Vermont.

## Engagement und Ehrung
Als Kinderschutzbeauftragte, die über Verstöße gegen das Kinderwohl während der jüngsten Konflikte im Südjemen berichtete, wurde Thabet regelmäßig mit dem Tod bedroht, da sie versuchte, die Kinder der Region vor al-Qaida- und Huthi-Milizen zu schützen. Sie verhinderte, dass sich Heranwachsende Al-Qaida anschlossen. Sie entlarvte den jemenitischen Zweig „Ansar al-Scharia“ als Rekrutierer von Kindersoldaten. Thabet dokumentierte für den Sicherheitsrat der Vereinten Nationen Fälle der Verminung, Entführung, Vergewaltigung und anderer Menschenrechtsverstöße verschiedener bewaffneter Gruppen.
Thabet arbeitete mit Kindern, Eltern, Schulen, Gemeinden und den Vereinten Nationen (UNO) zusammen, um einen Aktionsplan im Südjemen zu entwickeln, um Kinder vor dem Krieg zu schützen. Bei der Reintegration vertrat sie die Meinung, dass von Extremisten angeworbene Kinder keine Kriminellen, sondern Opfer seien. Nach ihren Studien an der SIT will sie die Zusammenarbeit im Jemen auf eine breitere Basis stellen und neben der Regierung auch Imame, Stammesführer und besonders Frauen in ihre Arbeit einbinden.
Im März 2017 erhielt Fadia Najib Thabet als dritte jemenitische Frau den „International Women of Courage Award“. Unter den 13 Ausgezeichneten des Jahres waren auch Frauen aus Bangladesch, Botswana und Vietnam. Der Preis wurde ihnen am 29. März 2017 von Außenminister Thomas A. Shannon und Melania Trump verliehen.